# Saori Miyazaki
Pour les articles homonymes, voir Miyazaki (homonymie).
Saori Miyazaki (宮崎早織, Miyazaki Saori) est une joueuse internationale japonaise de basket-ball née le 27 août 1995.

## Biographie
Elle fait partie des douze sélectionnées pour le tournoi olympique de 2020, disputé en 2021 en raison de la pandémie de Covid-19, qui remporte la médaille d'argent.

## Palmarès

### en 5x5
- Médaille d'argent aux Jeux olympiques de 2020 à Tokyo[1]
- Médaillée de bronze aux jeux asiatiques de 2018

## Famille
Elle est la sœur du footballeur Taisuke Miyazaki (en). Ses sœurs Anna et Yuko sont des joueuses de basket-ball.